# NGC 178
NGC 178 је спирална галаксија у сазвежђу Кит која се налази на NGC листи објеката дубоког неба.
Деклинација објекта је - 14° 10' 20" а ректасцензија 0h 39m 8,4s. Привидна величина (магнитуда) објекта NGC 178 износи 12,6 а фотографска магнитуда 13,4. Налази се на удаљености од 18,4000 милиона парсека од Сунца. NGC 178 је још познат и под ознакама IC 39, MCG -2-2-78, 8ZW 34, IRAS 00366-1426, PGC 2349.